# Шетпе
Шетпе́ (каз. Шетпе) — село, центр Мангистауського району Мангистауської області Казахстану. Адміністративний центр та єдиний населений пункт Шетпинського сільського округу.
Населення — 16762 особи (2021; 12223 у 2009, 10237 у 1999, 10581 у 1989).